# Мелеоз
Мелеоз — инвазионное заболевание взрослых медоносных, а также одиночных пчёл, вызванная личинками жуков-маек из рода Meloe (Meloe brevicollis, Meloe variegatus, Meloe vidacens, Meloe hungarus, Meloe proscarabaeus), которые часто прогрызают межсегментные мембраны брюшка пчелы и высасывают её гемолимфу.
Заражение первичными личинками (триунгулинами) происходит во время посещения пчёлами медоносных растений. Прикрепившись к телу пчелы, личинка-триунгулин краем головы прободает межсегментарную перепонку брюшка пчелы и затем приступает к питанию гемолимфой. Личинка майки обыкновенной не внедряется в тело пчёл и не питается их гемолимфой, а вызывает механические раздражения. На пчёлах личинки-триунгулины способны жить не более 3 суток, после чего, если они не попали в пчелиное гнездо, то погибают. Пчёлы, поражённые мелеозом, характеризуются возбуждением и беспокойством (кружатся, падают на дно ульев, пытаются очистить лапками своё тело). На теле заражённых пчёл видны личинки. Диагноз мелеоз устанавливают на основании признаков болезни, выявленные в межсегментных мембранах брюшка пчел триунгулин с учётом эпизоотической ситуации. Триунгулин необходимо дифференцировать от других членистоногих, которые встречаются на теле пчёл.
Мелеоз регистрируется в мае-июле, в период массового выхода личинок жуков. Болезнь сопровождается часто резким ослаблением, иногда гибелью пчелиной семьи.
С целью профилактики не следует размещать семьи пчел в местах массового размножения маек (около от гнезд одиноких пчел, размещенных в земле, в которых проходит развитие маек). Вспашка земли в этих местах резко сокращает численность маек.